# Sobór Zaśnięcia Matki Bożej w Chabarowsku

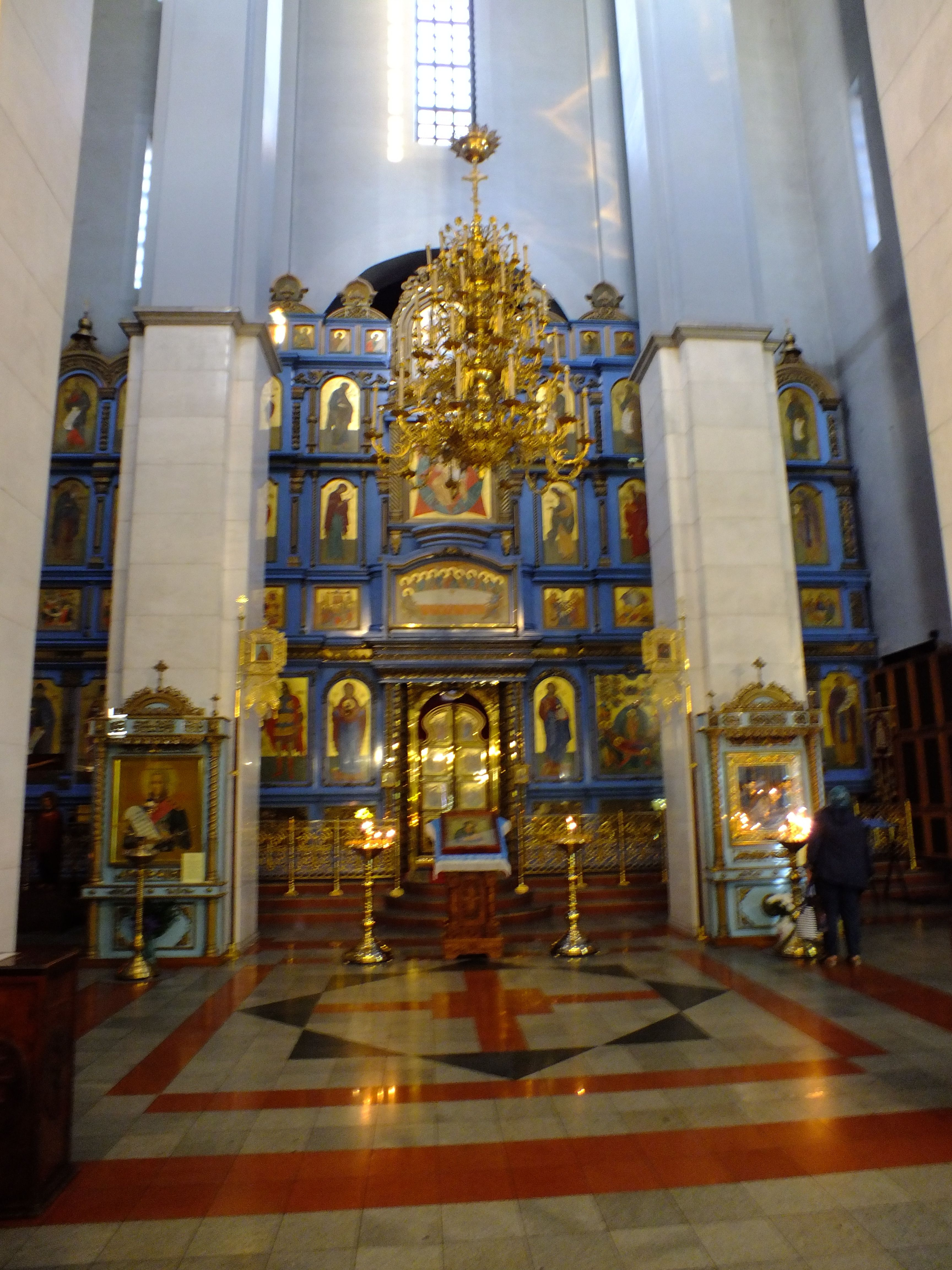
Ikonostas

Sobór Zaśnięcia Matki Bożej – prawosławny sobór w Chabarowsku.
Projekt soboru wykonał architekt Jurij Podlesny. Obiekt był wznoszony w latach 2000–2001, zaś poświęcił go 19 października 2002 metropolita sołniecznogorski Sergiusz.